# Polivske, Verhnodniprovsk
Polivske (în ucraineană Полівське) este un sat în comuna Malooleksandrivka din raionul Verhnodniprovsk, regiunea Dnipropetrovsk, Ucraina.

## Demografie
Componența lingvistică a localității Polivske
     Ucraineană (90,4%)
     Rusă (9,09%)
     Alte limbi (0,51%)
Conform recensământului din 2001, majoritatea populației localității Polivske era vorbitoare de ucraineană (90,4%), existând în minoritate și vorbitori de rusă (9,09%).